# ARM Rio Tecolutla (BI-08)
Le RV Knorr (AGOR-15) était un navire océanographique appartenant à l'US Navy et exploité par l'Institut océanographique de Woods Hole pour le milieu de la recherche américaine, en coordination avec la flotte UNOLS (University-National Oceanographic Laboratory System). Il est surtout connu comme le navire qui a aidé les chercheurs en 1985 à découvrir l’épave du Titanic. Il a parcouru plus d'un million de milles, l'équivalent approximatif de deux allers-retours vers la Lune ou de quarante voyages autour de la Terre. Son navire jumeau était le RV Melville.
Le 14 mars 2016, le Knorr a été officiellement transféré à la Marine mexicaine et renommé ARM Rio Tecolutla (BI-08). Il a été remplacé par le RV Neil Armstrong (AGOR-27) à Woods Hole.

## Histoire
Le RV Knorr a été nommé en l'honneur d'Ernest R. Knorr, ingénieur en hydrographie et cartographe distingué, qui a été nommé ingénieur en chef cartographe du bureau hydrographique de la marine américaine en 1860. L'ingénieur en chef Knorr fut l'un des dirigeants de la première cartographie systématique de la Marine. Le navire a été lancé en 1968 de la Defoe Shipbuilding Company de Bay City, dans le Michigan, et a été livré à Woods Hole en 1970.
En 1985, elle faisait partie de l’équipe franco-américaine qui a découvert l’épave du RMS Titanic et a été le navire permettant de découvrir le site. Contrairement à la méthode traditionnelle du sonar, cela a été accompli en remorquant le Véhicule sous-marin téléguidé Argo (ROV) au-dessus de l'épave pour rechercher des débris. Le navire a été complètement révisé entre 1989 et 1991, ajoutant 10 m de long à sa section médiane.
Le navire est équipé d'une étrave renforcée pour la glace lui permettant de travailler dans tous les océans du monde. Il peut emmener un équipage de 22 personnes et un groupe scientifique de 34 personnes en mer pendant 60 jours. Knorr a été conçu pour prendre en charge un large éventail de tâches océanographiques, avec deux hangars à instruments et huit zones de travail scientifiques, un atelier d'usinage entièrement équipé, trois treuils océanographiques et deux grues. Il est aussi équipé de systèmes sophistiqués de navigation et de communication par satellite, ainsi que d'un système de positionnement dynamique qui permet au navire de se déplacer dans n'importe quelle direction et de conserver une position fixe par vent fort et par mer agitée.
En 2005-2006, le navire a été réaménagé pour prendre en charge un nouveau système de «carottage» capable d'extraire des bouchons de sédiments anciens du fond de la mer. Ce nouveau système de carottage est le plus long de la flotte de recherche américaine permettant aux scientifiques d'échantillonner des sédiments anciens et profonds, riches en informations historiques sur l'océan et le climat.
Le 4 décembre 2014, il a été annoncé que le navire de recherche Knorr serait mis hors service après plus de 40 ans d'expérience en tant que chef de file de la flotte de recherche de la Woods Hole Oceanographic Institution.

## Galerie

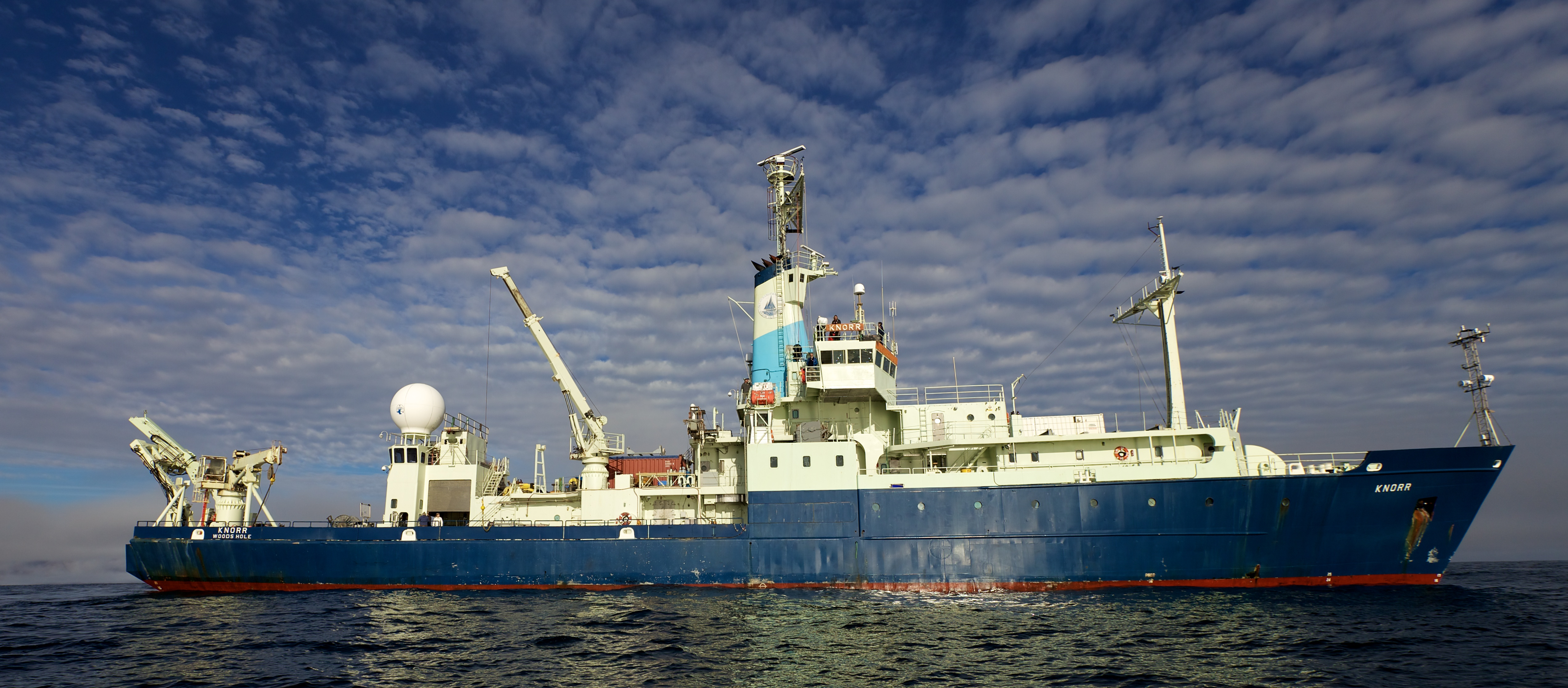
RV Knorr
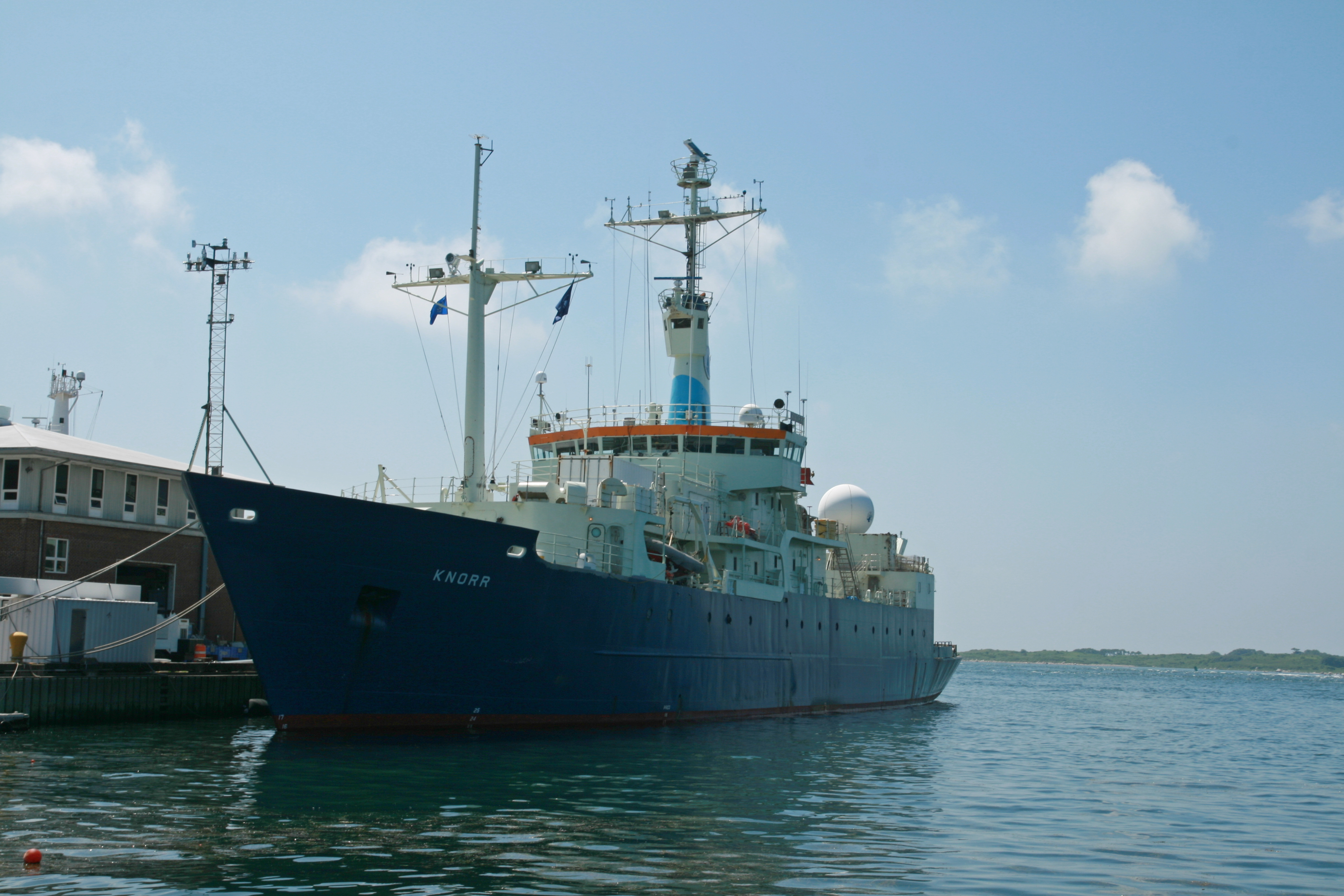
RV Knorr
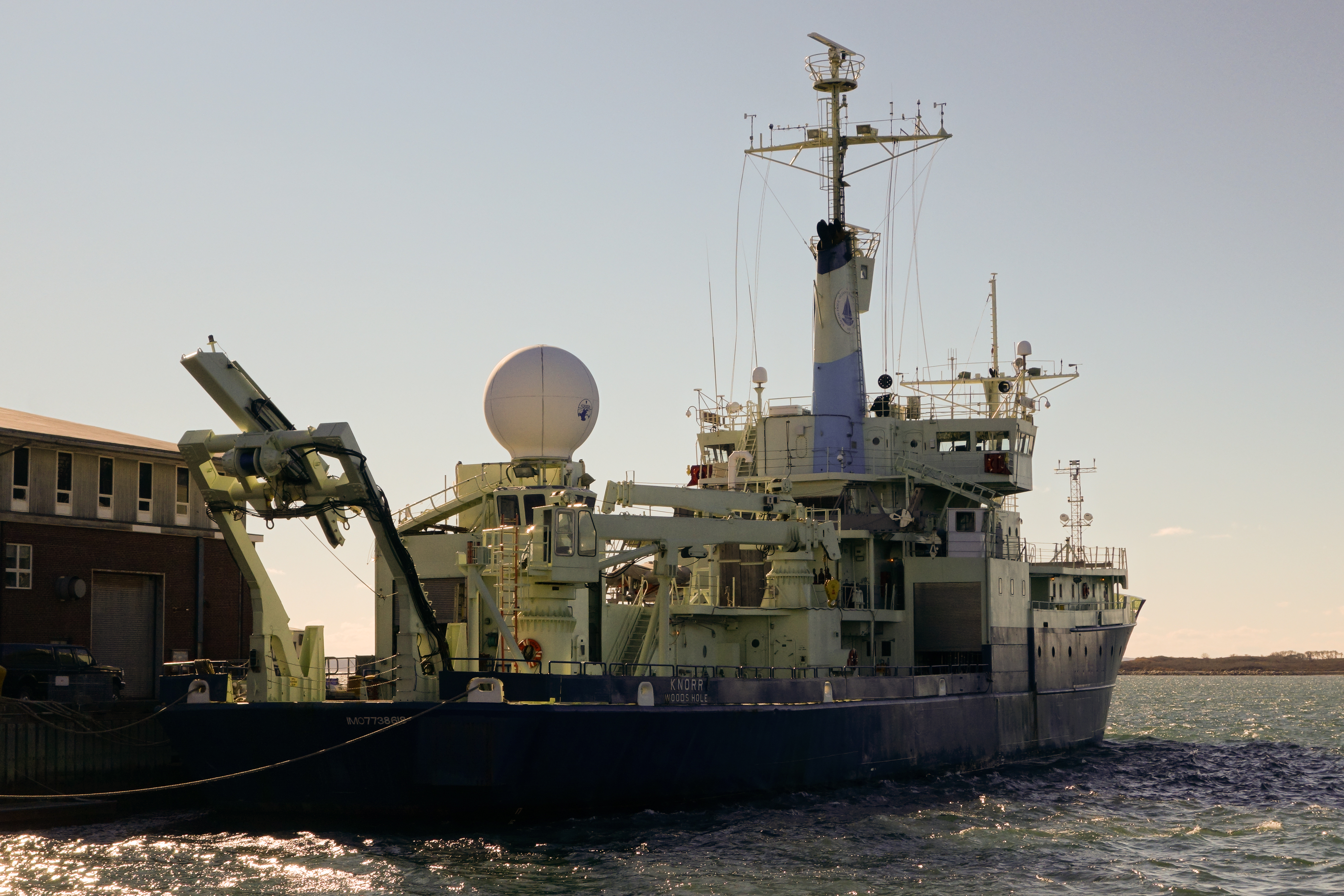
RV Knorr (pont arrière)

### Note et référence
1. ↑  « ARM Rio Tecolutla - The Falmouth Enterprise »

- (en) Cet article est partiellement ou en totalité issu de l’article de Wikipédia en anglais intitulé « RV Knorr » (voir la liste des auteurs).